# La Voce del fuoco (Ben Pastor)
La Voce del fuoco  è un romanzo della scrittrice italoamericana Ben Pastor, il secondo nel ciclo dedicato al personaggio ricorrente di Elio Sparziano.
 Mescolando dati storici con eventi e personaggi immaginari, narra la missione del comandante Elio Sparziano come inviato dell'imperatore Diocleziano a Milano in Italia, agli inizi del IV secolo d.C.

## Titolo
"La Voce del fuoco" o "Colui che risveglia il fuoco" (in greco Pyrikaios, espressione che più letteralmente rende il titolo originale del romanzo, The Fire Waker) sono i soprannomi popolari con i quali è noto il guaritore cristiano Agnus: personaggio il cui inseguimento da parte del protagonista costituisce la linea simbolicamente più significativa della narrazione, che l'autrice ha infatti diviso in tre parti, rispettivamente intitolate Pietra focaia,  Fiamma e Ceneri.

## Incipit
(Traduzione dall'inglese di Paola Bonini)

## Nota storica
Nella pagina intitolata Nota dell'autrice che precede la narrazione Ben Pastor dichiara esplicitamente che anche questo romanzo, come il precedente, ha un intreccio di fantasia, basato però su verità storiche e biografiche. Ai fini di una migliore comprensione della vicenda narrata, due sono le questioni da tenere presenti: lo sfondo storico su cui si dipana l'avventura di Elio Sparziano, e il fatto che lo stesso Elio sia forse davvero esistito.
- All'epoca della narrazione l'Impero Romano era costituito dall'unione di due grandi zone d'influenza, quella orientale e quella occidentale. Vigeva la tetrarchia, ovvero la divisione del territorio in quattro regioni amministrative, affidate ai due Augusti (o Imperatori principali) Diocleziano e Massimiano, e a i due Cesari (i viceimperatori designati alla successione), Costanzo Cloro e Galerio, ognuno dei quali aveva una propria capitale.
 Diocleziano, che si era comunque riservato il ruolo di coordinatore supremo, governava le province orientali e l'Egitto con capitale Nicomedia[4]; Galerio governava le province danubiano-balcaniche con capitale Sirmio; Massimiano governava l'Italia e l'Africa con capitale Milano; Costanzo governava Spagna, Gallia e Britannia con capitale Treviri. 
 La tetrarchia era stata pensata per risolvere i problemi di gestione dell'Impero, territorialmente troppo vasto per un'amministrazione centralizzata, e anche per evitare i rischi tradizionalmente legati alla successione al trono: dopo la morte di Diocleziano si risolse però in un sostanziale fallimento, a causa delle ambizioni personali dei figli di Costanzo e Massimiano, Costantino e Massenzio. 
 La vicenda narrata nel romanzo si svolge nel delicato periodo che precede l'abdicazione di Diocleziano e di Massimiano in favore dei rispettivi Cesari, prevista per il 1º maggio del 305 d.C. e infine effettivamente avvenuta, malgrado le iniziali resistenze di Massimiano.

- Su Elio Sparziano sono disponibili notizie scarse e poco attendibili, ma potrebbe trattarsi di un personaggio realmente esistito: tradizionalmente viene indicato come uno dei sei autori delle biografie imperiali che costituiscono la cosiddetta Historia Augusta.[5] A lui vengono attribuite le biografie di Adriano, L.Elio Cesare, Didio Giuliano, Settimio Severo, Pescennio Nigro, Caracalla, Geta. 
 Alcuni classicisti, come Sir Ronald Syme[6], si sono sbizzarriti ad immaginare altre caratteristiche di Elio Sparziano, ipotizzando ad esempio che potesse essere un soldato e un collezionista, oltre che un intellettuale.

## Trama
Il comandante Elio Sparziano riceve dall'imperatore Diocleziano l'incarico di recapitare un importante messaggio al Cesare Massimiano: si mette dunque in viaggio per raggiungere Mediolanum, nell'Italia Annoniaria. Tra i doveri di Elio c'è anche quello di tenere informato l'imperatore su qualunque fatto notevole si verifichi nelle province da lui attraversate, e da questo punto di vista il suo viaggio si rivela interessante. 
 In Belgica Prima, poco lontano da Confluentes, il comandante viene a conoscenza di un presunto miracolo: Marco Lupo, gestore di un mattonificio, sarebbe stato resuscitato ad opera di un correligionario cristiano, il guaritore Agnus. La voce si è sparsa velocemente, e nel luogo del miracolo hanno cominciato a radunarsi numerosi pellegrini; tuttavia Agnus sembra scomparso e qualche giorno dopo essere tornato al lavoro Marco Lupo muore di nuovo. Forse questa volta si tratta di un omicidio, le cui motivazioni però non sono chiare: l'episodio fa nascere dubbi sul precedente operato di Agnus, ma potrebbe anche chiamare in causa le responsabilità dei parenti di Lupo, interessati alla sua eredità. 
 Le responsabilità diplomatiche non lasciano ad Elio il tempo di approfondire la questione; giunto a Mediolanum però il comandante ha notizia di un altro omicidio, quello del giudice Minucio Marcello, accoltellato mentre si trovava alle Terme. La colpa di questa morte viene attribuita ai cristiani, contro i quali il giudice aveva condotto numerosi processi: ma pare una soluzione di comodo perché in realtà Marcello era un uomo mite e benvoluto, nonché un giudice piuttosto clemente. 
 Considerando alcuni indizi, Elio inizia a chiedersi se i due omicidi non siano in qualche modo legati tra loro. Purtroppo però è difficile trarre delle conclusioni sicure: entrambi gli episodi sembrano danneggiare i cristiani, ma le due morti potrebbero essere dovute a cause ben diverse da quelle apparenti. 
 Elio inoltre non riesce a dedicare tutto il suo tempo alle indagini: tra un'udienza imperiale e l'altra entra in contatto con molte persone (alcune delle quali politicamente rischiose), contribuisce con i suoi soldati a sedare i tumulti di piazza che sono seguiti alla morte di Marcello, e rinnova brevemente la sua relazione con la bella Elena - ex concubina imperiale e madre del futuro imperatore Costantino - di passaggio in città per cercare alleanze utili all'ambizioso figlio. 
 Solo molte settimane dopo l'inizio della vicenda Elio, di nuovo in viaggio verso nord per unirsi alle truppe chiamate a difendere la frontiera contro i barbari, riuscirà a mettere insieme tutti i pezzi del rompicapo e a capire come siano andate le cose. A quel punto però il comandante non avrà più la possibilità di agire contro i colpevoli e giudicherà preferibile lasciare che la vicenda e le sue presunte soluzioni ufficiali vengano dimenticate.

### Particolarità narrativa
La normale narrazione in terza persona da parte dell'autrice si alterna con numerosi documenti prodotti da vari personaggi. Ci sono molte lettere, ufficiali o personali, mentre Elio compila anche un diario di viaggio e raccoglie dati, appunti e riflessioni per l'opera storica che è in procinto di scrivere.

## Personaggi
- Elio Sparziano. Di origine pannonica, ha circa trent'anni ed un aspetto abbastanza nordico: occhi chiari e capelli biondi che si stanno facendo grigi. Soldato e uomo di corte, è molto vicino all'imperatore Diocleziano che ne utilizza e ne incoraggia le doti diplomatiche e investigative. È anche uno storico di buona fama: nel corso di questa avventura si accinge a scrivere la biografia di Settimio Severo.

- Giustina Mansueta. È la madre di Elio, che lo ha avuto dal suo secondo matrimonio. Rimasta vedova in giovane età, dopo aver avuto una figlia, Giustina ha rispettato le disposizioni testamentarie del defunto marito ed ha sposato il fratello minore di lui, Elio Sparto. Questo secondo matromonio è durato trentacinque anni ed ha prodotto altri tre figli, due femmine e un unico maschio: Elio, destinato dall'inflessibile padre alla carriera militare.
 Il carattere di Giustina è forte e non incline all'autocommiserazione, tuttavia la donna, cha ha trascorso la vita al seguito dei mariti, è consapevole di non aver mai realmente avuto la possibilità di decidere per se stessa.

- Baruch ben Matthias. Ebreo, pittore e scultore funerario, imprenditore con interessi commerciali in varie parti dell'Impero. In passato lui ed Elio Sparziano sono stati avversari e hanno combattuto su fronti opposti, pro e contro Roma; ora non sono propriamente amici o alleati, ma perseguono spesso gli stessi fini. Per Elio il vecchio ebreo è anche un prezioso informatore.

- Agnus (o Pyrikaios). È un cristiano, più noto come La Voce del fuoco; gli si attribuiscono miracoli di guarigione e di resurrezione. La sua predicazione è improntata ad un rigido conservatorismo, specialmente per ciò che riguarda la figura della donna in relazione alla fede e al culto.

- Casta. Ora diaconessa cristiana, in origine era un'aristocratica di nome Annia Cincia. Rimasta vedova, ha devoluto tutti i suoi beni alla Chiesa - attirandosi le ire dei parenti - e si è posta con umiltà al servizio del guaritore Agnus.

- Minucio Marcello. Giudice a Milano, si è occupato di numerose cause contro i cristiani. A differenza di molti suoi colleghi si è però distinto per l'equità e la mitezza delle condanne, raramente capitali, benché gli editti vigenti prevedessero esplicitamente la morte per i rei ostinati, decisi a non abiurare la fede cristiana.

- Marco Lupo. Titolare di un mattonificio poco lontano da Confluentes. Secondo le apparenze è l'uomo miracolato da Agnus: morto e regolarmente sepolto, sarebbe resuscitato senza nemmeno rompere i sigilli della tomba. Tornato normalmente al suo lavoro, muore una seconda volta e definitivamente: forse è stato ucciso, e i possibili colpevoli sono numerosi.

- Curio Decimo. Ufficiale della Guardia del Palazzo imperiale a Milano. Aristocratico di antico ceppo romano, lontano cugino di Annia Cincia, ha un atteggiamento sprezzante e spesso difficile da decifrare. Con Elio Sparziano sviluppa un rapporto di antagonismo ma anche di mutuo rispetto; i due però rimangono irrimediabilmente separati dalle rispettive posizioni politiche: fedeltà assoluta all'impero per Elio, critica venata addirittura di nostalgie repubblicane per Curio.

## Cronologia
La vicenda principale narrata nel romanzo si estende dal 20 novembre del 304 al 24 febbraio del 305 d.C. È dunque successiva di circa un mese rispetto ai fatti narrati ne Il ladro d'acqua, il primo romanzo del ciclo di Elio Sparziano, mentre la sua conclusione precede di poco più di due mesi i fatti narrati ne Le Vergini di Pietra, il terzo romanzo del ciclo.

## Edizioni

### Edizioni italiane
- Ben Pastor, La Voce del fuoco, traduzione di Paola Bonini, Frassinelli, 2008, pp.364 - ISBN 978-88-7684-991-6

### Edizioni brasiliane
- Ben Pastor, O Aticador De Fogo, traduzione di C.C.Falk-Cook, Grupo Editorial Record, 2011, pp.336 - ISBN 8501081760

### Edizioni ceche
- Ben Pastor, Vyvoloávač Ohnĕ, traduzione di Jarmila Doubravovà, Matafora Ed., 2009, pp.304 - ISBN 978-80-7359-185-4

### Edizioni polacche
- Ben Pastor, Intrygantka, traduzione di Konrad Majchrzak, Rebis Publishing House, 2009, pp.405 - ISBN 978-83-7301-886-0

### Edizioni spagnole
- Ben Pastor, Sacrilegium. El caso del guardián del fuego, traduzione di José Antonio Soriano, Editorial Seix Barral, 2001, pp.400 - ISBN 978-84-322-5096-5

### Edizioni statunitensi
- Ben Pastor, The Fire Waker( An Aelius Spartianus Mystery), Minotaur Book, 2008
- Ben Pastor, The Fire Walker, T. Dunne - St. Martin's Press, 2008, pp.305 - ISBN 978-0-312-35391-9